# Aceuchal
Aceuchal là một đô thị ở tỉnh Badajoz, Extremadura, Tây Ban Nha. Theo điều tra dân số năm 2006 (INE), đô thị này có dân số 5518 người, mật độ dân số 88,51 người/km². Aceuchal nằm ở độ cao 303 m trên mực nước biển. Diện tích là 63,08 km². Mã số bưu chính là 06207